# Alex Roe
Alex Roe, nome completo Alexander Michael Roe-Brown (Londra, 9 maggio 1990), è un attore britannico.
Noto per aver interpretato Jay Keaton nella serie The Fugitives, Elliott Baden in The Cut e Ben in Siren. Ha anche interpretato ruoli importanti, tra cui La quinta onda, Hot Summer Nights, The Ring 3 e Per sempre la mia ragazza.

## Biografia
Roe è nato a Londra, ed è cresciuto a Ladbroke Grove. Suo padre lavorava come idraulico e sua madre era una ballerina. Ha vinto una borsa di studio di sesta forma alla Latymer Upper School di Hammersmith, dove ha studiato fino al 2009. 
Ama lo sport, in particolare il calcio. È entrato a far parte di una squadra di calcio della Division Two quando aveva 16 anni, e poi ha giocato in Spagna per un anno. Dopo il suo ritorno a scuola in Inghilterra e prima della sua carriera di attore, ha giocato a calcio semi-professionale con Chalfont St Peter. Mentre recitava in rete televisiva, nel 2010 ha anche giocato per una squadra di calcio del campionato Hayes Middlesex della domenica, Chiswick Albion. Ha continuato a giocare a calcio dopo essersi trasferito a Los Angeles, dove gioca per una squadra dilettante, l'Atlético Silverlake.

## Carriera

### Gli inizi
Roe è apparso per la prima volta in una pubblicità per la Via Lattea da bambino. Ha esordito come attore nel 2000 nel film horror The Calling - La chiamata quando aveva 10 anni. Roe ha anche interpretato il ruolo principale di Jay Keaton nella serie di fantascienza per bambini 2005 di CITV, The Fugitives.
Jennifer Saunders lo ha visto esibirsi in una produzione scolastica di Our Country's Good e gli ha chiesto di fare un provino per la sua commedia Jam & Jerusalem. Dopo essere apparso in questa produzione nel 2009, ha incominciato a recitare in più ruoli. Nel 2010, Roe ha interpretato Elliott Baden, un popolare nuotatore competitivo nel film drammatico della BBC Two The Cut. Nel 2011, Roe è apparso come ospite in episodi di Holby City come Connor Lane, Doctors come Matt Goonan, Hollyoaks come Toby e The Jury come Schoolboy.

### Negli USA
Nel 2014, Roe ha ottenuto il suo primo ruolo televisivo negli Stati Uniti e ha interpretato il ruolo maschile di Luke Holt in Unstrung, film drammatico di tennis della ABC Family. Si è trasferito a Los Angeles e ha lavorato in numerosi film di Hollywood. Roe ha interpretato uno dei ruoli principali, Evan Walker, nel film di fantascienza del 2016 The 5th Wave, seguito da Holt Anthony nel film horror del 2017 The Ring 3.
Roe appare nel film di formazione Hot Summer Nights, che è stato presentato al South by Southwest festival nel marzo 2017 e pubblicato nel 2018.
Ha interpretato il ruolo principale di un cantante country in Per sempre la mia ragazza nel 2018 e ha imparato a cantare per il ruolo. È anche il protagonista della serie TV di Freeform 2018 Siren, nei panni di Benjamin Pownall.

## Filmografia

### Cinema
- The Calling - La chiamata (The Calling), regia di Richard Caesar (2000)
- Sniper 5 - Fino all'ultimo colpo (Sniper: Legacy), regia di Don Michael Paul (2014)
- La quinta onda (The 5th Wave), regia di J Blakeson (2016)
- The Ring 3, regia di F. Javier Gutiérrez (2016)
- Hot Summer Nights, regia di Elijah Bynum (2017)
- Per sempre la mia ragazza (Forever My Girl), regia di Bethany Ashton Wolf (2018)

### Cortometraggi
- A German Word, (2013)

### Televisione
- The Fugitives – serie TV, 7 episodi (2005)
- Jam & Jerusalem – serie TV, 1 episodi (2009)
- The Cut – Serie TV, 21 episodi (2010)
- Holby City – serie TV, 1 episodio (2011)
- Doctors – serie TV, 1 episodio (2011)
- Hollyoaks – Serie TV, 1 episodio (2011)
- The Jury – serie TV, 2 episodi (2011)
- Unstrung – film TV, regia di Jaime Eliezer Karas (2014)
- Siren – serie TV, 36 episodi (2018-2020)
- Billy the Kid - serie TV, 10 episodi (2022-2024)

## Doppiatori italiani
Nelle versioni in italiano delle opere in cui ha recitato, Alex Roe è stato doppiato da:
- Alberto Sette in Sniper 5 - Fino all'ultimo colpo
- Alessio Puccio ne La quinta onda
- Emanuele Ruzza in The Ring 3
- Gabriele Vender in Hot Summer Nights
- Fabrizio De Flaviis in Siren e The calling - La chiamata
- Daniele Giuliani in Per sempre la mia ragazza
- Francesco De Marco in Billy the Kid